# 高永根
高 永根（コ・ヨングン、1854年 - 1923年）は、李氏朝鮮末期から日本統治時代までを生きた朝鮮の武人。「王妃（閔妃）を殺害した極悪無道の者」への復讐として日本で禹範善を殺害した人物で知られる。

## 生涯
1854年生まれ。常民出身。閔氏の実力者だった閔泳翊の家僕（ko:청지기、廳直）として王宮に出入りし、後に閔妃の寵愛を受け、長湍郡守や慶尚左道兵馬節度使（従二品）にまで昇進した。その後、1894年の甲午改革により成立した準立法機関中枢院に、1898年7月から正二品一等議官として所属、1897年に大韓皇帝を宣布したばかりの高宗肝煎りの守旧派御用団体として、1898年6月30日に組織された皇国協会の副会長に就任する。皇国協会は独立協会系開化派団体の万民共同会に対抗するために組織されたが、監視対象としていた開化派の意見に次第に惹かれるようになり、ついには開化派団体官民共同会会長となり、高宗を裏切ることになった。
その後、11月21日、皇国協会の万民共同会襲撃、12月25日には勅令により独立協会が強制解散の憂き目を見るなど、開化派と守旧派の対立は激しくなり、高永根は爆弾テロ事件に関わったことで1899年6月21日、日本への亡命を余儀なくされるが、そこで閔妃が暗殺された1895年の乙未事変の核心人物である元朝鮮訓練隊第二大隊長禹範善が日本にいるという情報を入手し、彼に接近した。禹範善は1898年11月家族とともに東京を離れ、妻の酒井ナカの姉夫婦が暮らす広島県呉市和庄町に引っ越していた。母親を殺された純宗が高永根を送り込んだとも言われるが、高宗からの信頼を回復し窮乏した亡命生活から抜け出すために自発的に刺客になったとも言われる。
1903年10月28日、高永根は呉の禹範善の家に現れ、自分が刺客でないことを熱心に説く。禹範善もある程度警戒心を解き、高永根を自分の家に3日間寄宿させ、また家探しも手伝った。その間、高永根は秘かに岡山にいた魯允明に連絡し、11月13日、魯允明が呉に到着。翌日夕方、新しく決まった高永根の居所でお礼の席を設けたとして禹範善を誘き出し、懐に隠していた短刀で禹範善の首や顎などを何回も突き刺し、また魯允明も準備していた金槌で禹範善の頭を乱打、これにより禹範善は即死した。殺害後、動機を記した韓国政府への手紙を手に、2人は直ちに和庄町交番に自首、高永根は警察の調査に対し「禹範善は王妃を殺害した極悪無道の者であり、韓国の臣下としてそのまま放置することはできず殺した」と陳述した。
その後、広島監獄に移送され、12月24日、広島地方裁判所で開かれた公判では「謀殺罪とされるのは残念であり「賊魁斬殺復国母讐」の八字が記されれば本望だ。また魯允明を共謀者としているが、彼は全面的に従犯でただ幇助しただけに過ぎない」と陳述した。弁護人は2人とも義士であり日本でも忠臣孝行の謀殺罪は量刑を軽減する判例があると主張、ソウルでも高宗大韓皇帝直々に林権助在韓日本公使に善処を依頼したが、12月26日、広島地方裁判所は高永根に死刑、魯允明に無期懲役の判決を下した。これを受けて、翌日小村壽太郎外務大臣は林権助に、もし死刑が確定したら高宗皇帝に内密に執り諮って韓国から天皇に特使を送り、減刑、助命嘆願をするよう電文を送った。1904年2月4日、広島控訴院の二審裁判では、高永根は死刑から無期懲役に、魯允明も無期懲役から懲役12年にそれぞれ減刑された。純宗は「閔妃殺害の犯人である禹を殺した高永根を特赦すれば、乙未事件はここで始めて解決し、両国間数年の疑団も氷解する」として高永根を特赦するよう要求しており、3月、高宗は訪韓した伊藤博文特使に高永根の韓国送還を要請、日露戦争を経て後に高永根は減刑され、1909年、5年間の刑期を終えて帰国した。その後は高宗から御手元金などを下賜されていた。
1910年、韓国併合、1919年には徳寿宮李太王となっていた高宗が崩御し、高永根は閔一族の宗家ともいうべき閔貞植家の総支配人格として、京畿道南楊州市金谷洞の高宗と明成皇后が合葬された洪陵に詣でる生活を送っていたが、2年後の1921年、陵を守る陵参奉（従九品）に任命された。1922年、高宗崩御後4年近くも筵に包まれたまま洪陵脇に放置されていた「大韓高宗大皇帝洪陵」と刻まれた陵碑を斎戒後、人足を動員して碑閣中に建立した。「大韓」という国号と「皇帝」という称号が問題となり、「李太王」にするかあるいは「前」を付けなければ碑を建てることができなくなっていたとされる。建立後すぐさま併合後の李王（純宗）の居所となっていた昌徳宮に「大事を終れり、我が先王の鴻恩に酬いたり」としたためた上疏文を携えて駆け付け処罰を待った。李王職は心情は痛いほどわかったが処罰しないわけにもゆかず参奉職から罷免した。
朝鮮総督府と日本の宮内省はこの陵碑問題について協議し、1923年1月、高永根が建てた碑をそのままにしておくことに決定した。高宗の死がきっかけとなって起こった三・一運動直後でもあり、陵碑問題で朝鮮人を再び刺激するのは望ましくないと判断したためとされる。
罷免後、高永根は洪陵横に草庵を建てて住んでいたが、1923年に病死した。1907年から1920年まで昌徳宮で勤務した権藤四郎介はこの硬骨漢を意気に感じていたようで、彼の回顧録『李王宮秘史』には「尚ほ高老は参奉の職は退いても、草庵を金谷の松柏の間に結び無官の参奉として晩年を送りつゝあつたが、翌年に至り病を以て逝きその骨を太王の陵畔に埋めた」と書き留められている。